# Прадалес, Иманол
Иманол Прадалес (род. 21 апреля 1975 Бильбао, Страна Басков) — испанский социолог, профессор университета и политик Баскской националистической партии. С 22 июня 2024 года он является председателем правительства (леендакари) автономного сообщества Страна Басков.

## Биография
Прадалес - сын Мануэля Прадалеса Басконеса, ремесленника, и Росы Хиль Гутьеррес, парикмахера и домохозяйки. Он старший из четырех братьев и вырос в Сантурсе. Оба родителя были сторонниками баскского национализма и членами Баскской националистической партии. Прадалес учился в частной школе Асти Леку Икастола в Португалете , где получил степень бакалавра
Его учителем там был, среди прочего, будущий председатель правительства Страны Басков Иньиго Уркулью, которого Прадалес считает образцом для подражания и который позже побудил его заняться политикой. В 2005 году Прадалес начал заниматься партийной политикой по приглашению тогдашнего председателя Баскской националистической партии в Бискайе — своего бывшего учителя Уркулью. Он сыграл ведущую роль в разработке новой партийной программы PNV, в частности многомесячных процессов Think Gaur и Entzunez Eraiki , в которых он координировал экономические дебаты 
С 2007 по 2011 год Прадалес был директором государственного агентства по подбору талантов Bizkaia Talent , подчиненного департаменту экономического развития провинциального совета Бискайи. Затем он занимал должности депутата провинциального совета (diputado foral) по экономическому развитию (2011–2015 гг.), экономическому развитию (2015–2019 гг.) и инфраструктуре и территориальному развитию (2019–2023 гг.). Он сохранил эту ответственность в вновь избранном Провинциальном совете в 2023 году. 
В ноябре 2023 года Прадалес был неожиданно выдвинут правлением Баскской националистической партии в качестве ведущего кандидата на должность леендакари правительства Страны Басков на выборах в региональный парламент в апреле 2024 года. На выборах партия понесла потери, но осталась партией, набравшей наибольшее количество голосов (35,2%). 27 мест (на 4 меньше, чем в 2020 году) вместе с 12 местами у ее предыдущего партнера по коалиции PSE-EE достаточно для абсолютного большинства. 20 июня 2024 года Прадалес был избран 39 голосами и сменил Иньиго Уркулью на посту лееендакари в коалиционном правительстве PNV-PSE-EE.